# Profundiconus
Profundiconus is een geslacht van weekdieren uit de klasse van de Gastropoda (slakken).

## Soorten
- Profundiconus barazeri Tenorio & Castelin, 2016
- Profundiconus cakobaui (Moolenbeek, Röckel & Bouchet, 2008)
- Profundiconus dondani (Kosuge, 1981)
- Profundiconus emersoni (Hanna, 1963)
- Profundiconus frausseni (Tenorio & Poppe, 2004)
- Profundiconus hennigi Hendricks, 2015 †
- Profundiconus ikedai (Ninomiya, 1987)
- Profundiconus jeanmartini G. Raybaudi Massilia, 1992
- Profundiconus kanakinus (Richard, 1983)
- Profundiconus lani (Crandall, 1979)
- Profundiconus limpalaeri Tenorio & Monnier, 2016
- Profundiconus loyaltiensis (Röckel & Moolenbeek, 1995)
- Profundiconus maribelae Tenorio & Castelin, 2016
- Profundiconus neocaledonicus Tenorio & Castelin, 2016
- Profundiconus neotorquatus (da Motta, 1985)
- Profundiconus pacificus (Moolenbeek & Röckel, 1996)
- Profundiconus profundorum (Kuroda, 1956)
- Profundiconus puillandrei Tenorio & Castelin, 2016
- Profundiconus robmoolenbeeki Tenorio, 2016
- Profundiconus scopulicola Okutani, 1972
- Profundiconus smirna (Bartsch & Rehder, 1943)
- Profundiconus smirnoides Tenorio, 2015
- Profundiconus stahlschmidti Tenorio & J. K. Tucker, 2014
- Profundiconus tarava (Rabiller & Richard, 2014)
- Profundiconus teramachii (Kuroda, 1956)
- Profundiconus tuberculosus (Tomlin, 1937)
- Profundiconus vaubani (Röckel & Moolenbeek, 1995)
- Profundiconus virginiae Tenorio & Castelin, 2016
- Profundiconus weii Lorenz & Barbier, 2019
- Profundiconus zardoyai Tenorio, 2015

### Synoniemen
- Profundiconus (Fusiconus) da Motta, 1991 => Conasprella (Fusiconus) da Motta, 1991 => Conasprella Thiele, 1929
- Profundiconus darkini (Röckel, Korn & Richard, 1993) => Conus darkini Röckel, Korn & Richard, 1993
- Profundiconus luciae (Moolenbeek, 1986) => Conus luciae Moolenbeek, 1986
- Profundiconus soyomaruae Okutani, 1964 => Profundiconus profundorum (Kuroda, 1956)